# Sanjar Tursunov (Fußballspieler)
Sanjar Tursunov (russisch Санжар Атхамович Турсунов Sanschar Atchamowitsch Tursunow; * 29. Dezember 1986 in Taschkent) ist ein russisch-usbekischer Fußballspieler, der aus der Jugend von Pakhtakor Taschkent stammt. Er spielt seit 2020, nach mehreren Stationen im In- und Ausland, in der ersten usbekischen Liga beim FK Olmaliq und ist Kapitän dieser Mannschaft.
Seit 2010 war er für die usbekische Nationalmannschaft aktiv, mit der er 2011 den vierten Platz des Asien Cups erreichte. Zuletzt wurde er 2018, nach einer mehr als zweijährigen Pause, wieder für die Nationalmannschaft nominiert, er schließt (Stand 2020) eine Rückkehr in die Nationalmannschaft nicht aus.

## Erfolge

### Nationalspieler
- Vierter der AFC Asien Cup: 2011

### Persönlich
- Usbekischer Fußballer des Jahres 2012[3]